# Su altri piani
Su altri piani (Changings Planes) è un'antologia di racconti di fantascienza di Ursula K. Le Guin del 2003.
L'antologia è composta da sedici racconti legati da un filo conduttore descritto nel primo racconto che fa da introduzione agli altri. L'opera trae spunto dalla possibilità di spostarsi in dimensioni parallele, detti "piani", e rappresenta una specie di diario di viaggio narrato in prima persona dall'autrice stessa come se fossero esperienze vissute in prima persona o riferite da autentici conoscenti.
Ogni dimensione offre spunto per la descrizione di una realtà fantastica ed affascinante, spesso rappresentazione allegorica e satirica della nostra, ma sempre ricca di poesia, sul filone de I viaggi di Gulliver di Jonathan Swift.

## Trama

### Il metodo Sita Dulip
Durante una lunga attesa in aeroporto causata dalla cancellazione di un volo, Sita Dulip di Cincinnati intuì per la prima volta il metodo che permette lo spostamento in altri piani. Scoprì che grazie "a una semplice torsione e un leggero scivolamento" poteva trovarsi in qualunque altro luogo, altri piani di esistenza.

### Il semolino di Islac
La popolazione di Islac era originariamente umana, ma in seguito all'uso indiscriminato dell'ingegneria genetica si è creato un completo rimescolamento dei patrimoni genetici di ogni specie, animale e vegetale. Di conseguenza ogni individuo mostra caratteristiche di animali o vegetali, come pellicce, piume o foglie.

### Il silenzio degli asonu
Gli asonu sono una popolazione che ha rinunciato quasi totalmente all'uso della parola. Mentre i bambini parlano normalmente, man mano che crescono cominciano a parlare sempre meno, fino a smettere quasi del tutto. Gli adulti pronunciano appena una manciata di parole in tutta la loro vita. Attorno agli asonu sono nati culti di persone di altri piani che interpretano il loro silenzio come la prova che essi possiedono verità troppo profonde per essere espresse a parole.

### Come sentirsi a casa tra gli hennebet
Gli hennebet sono una popolazione estremamente tranquilla che ama condurre la propria vita nella massima serenità. Alcuni viaggiatori del nostro piano possono trovarli molto simili a noi, ma col tempo finirà per scoprire che essi possiedono una percezione del tempo diversa dalla nostra.

### L'ira dei veksi
I veksi hanno un carattere iracondo e vendicativo e la loro vita si svolge fra continue liti e violenze. Nonostante collaborino fra loro nei campi, i membri di un villaggio sono perennemente in lotta fra di loro e, insieme, contro gli altri villaggi.

### Le stagioni degli ansar
Descrizione della vita degli ansar, una popolazione di umanoidi che praticano migrazioni stagionali come quelle degli uccelli. Il loro piano comprende due continenti, uno sull'equatore e uno più a nord, collegati da una stretta striscia di terra montagnosa. Gli ansar trascorrono l'autunno e l'inverno nelle grandi città del continente meridionale dove conducono un'esistenza frenetica e ricca di stimoli culturali. A primavera, quando la terra comincia ad inaridirsi, tutta la popolazione migra a piedi, lentamente, verso il continente settentrionale. Qui gli ansar vivono in case singole molto distanziate le une dalle altre. Mentre nelle città le famiglie non provavano molto desiderio di stare insieme e ognuno seguiva i suoi interessi, nel nord le coppie si formano o si riuniscono e comincia la stagione degli accoppiamenti.
Prima che arrivi l'inverno la popolazione, ora accresciuta dai nuovi nati, si rimette in cammino verso sud.

### Il sognare in comune dei frinth
I frinth hanno la capacità di trasmettere e ricevere i sogni entro una certa distanza. A causa di ciò quando i frinth sognano, i loro sogni non sono mai del tutto individuali, ma sono una combinazione dei sogni di tante persone.

### I reali di Hegn
La popolazione del piano di Hegn è costituita quasi esclusivamente di case regnanti. Ci sono 817 re e ogni altro individuo ha almeno un titolo nobiliare. In tutto il piano esistono solo quattro famiglie non nobili, le Famiglie Comuni, che sono considerati motivo di vanto per i regni che le ospitano. Le vicende di tali famiglie, in particolare gli scandali amorosi, sono il principale oggetto di pettegolezzo e svago per i nobili.

## Critica
(San Francisco Chronicle)

## Edizioni
- Ursula K. Le Guin, Changings Planes, 2003.
- Ursula K. Le Guin, Su altri piani, traduzione di Riccardo Valla, collana Narrativa Nord n° 218, Editrice Nord, 2005,  p. 320, ISBN 88-429-1328-6.